# Ptilogyna (Plusiomyia) leucoplagia
Ptilogyna (Plusiomyia) leucoplagia is een tweevleugelige uit de familie langpootmuggen (Tipulidae). De soort komt voor in het Australaziatisch gebied.